# 베트남 국립 미술관
베트남 국립 미술관(Vietnam National Museum of Fine Arts, 베트남어: iện Bảo tàng Mỹ thuật Việt Nam)은 베트남 하노이 바딘군에 있는 미술관이다. 프랑스 식민지 시기 당시 공보부 청사로서 현대 작가의 그림, 조각, 칠기 작품을 소장하고 있다. 이곳은 베트남의 주요 예술 박물이며, 호찌민시 미술관에 이어 두번째 규모를 가지고 있다.
박물관에 전시된 20세기 미술품 상당 부분은 침략을 방어했던 베트남의 민속 설화와 관련이 있다. 컬렉션으로 순교, 애국심, 군사전략 및 침략의 극복을 테마로 그리고 있다.
이 박물관은 추상화와 추상적 인상주의를 탐구하는 예술가들의 작품을 포함하여 20세기 후반과 21세기 초반의 작은 소장품을 전시하고 있으며, 개인주의 예술가로부터 큰 관심을 받고 있다.
베트남 국립 미술관은 응우옌 타이혹 거리 66번지에 위치해 있다. 건물 자체가 지어진 것은 1937년이지만, 한때는 버려진 카톨릭 소녀들의 하숙집으로 사용되다가 1963년 화가 응우옌 도꿍이 이곳을 미술관으로 선택했다.

## 갤러리

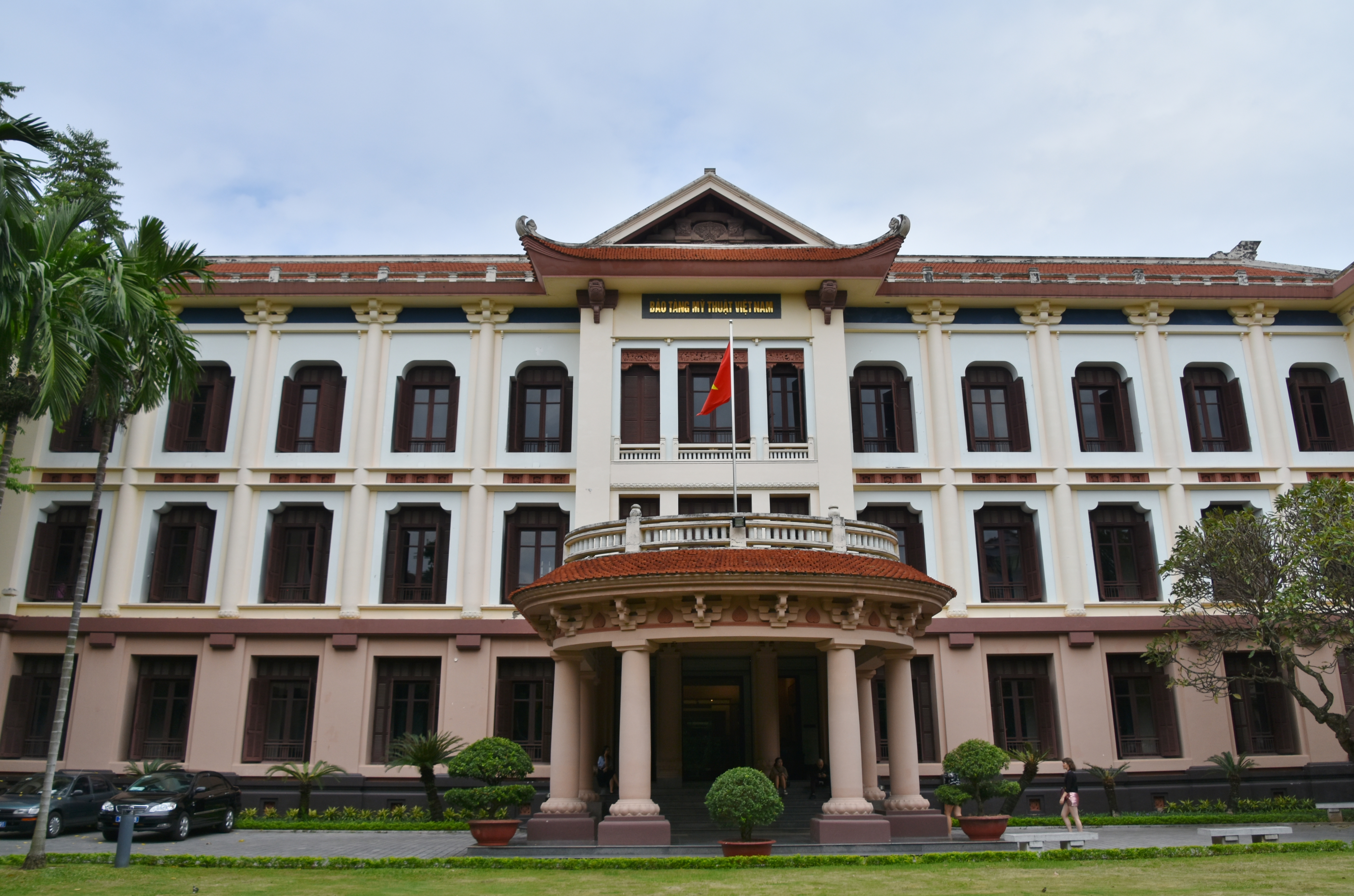
베트남 국립 미술관의 외관
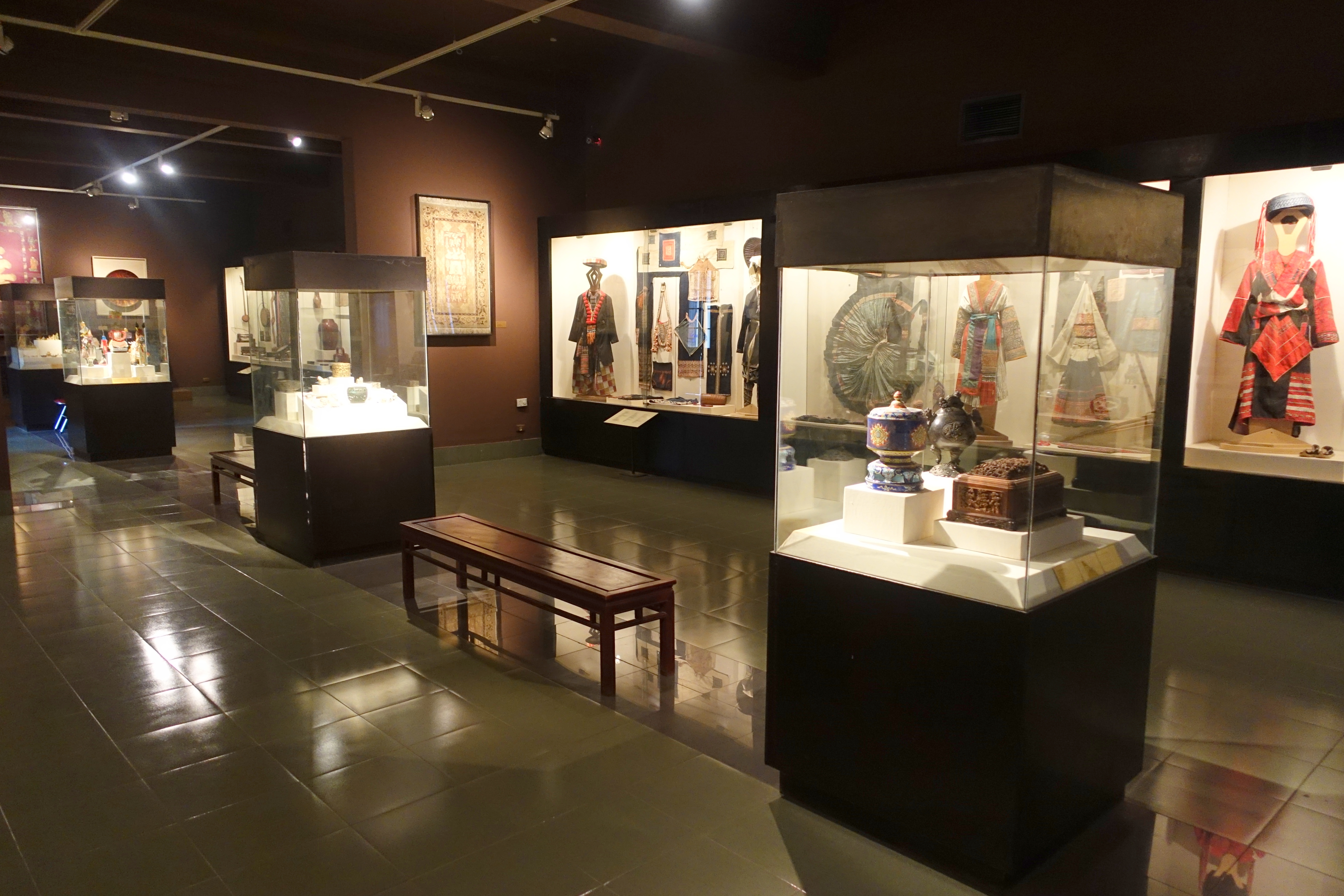
베트남 국립 미술관의 내부
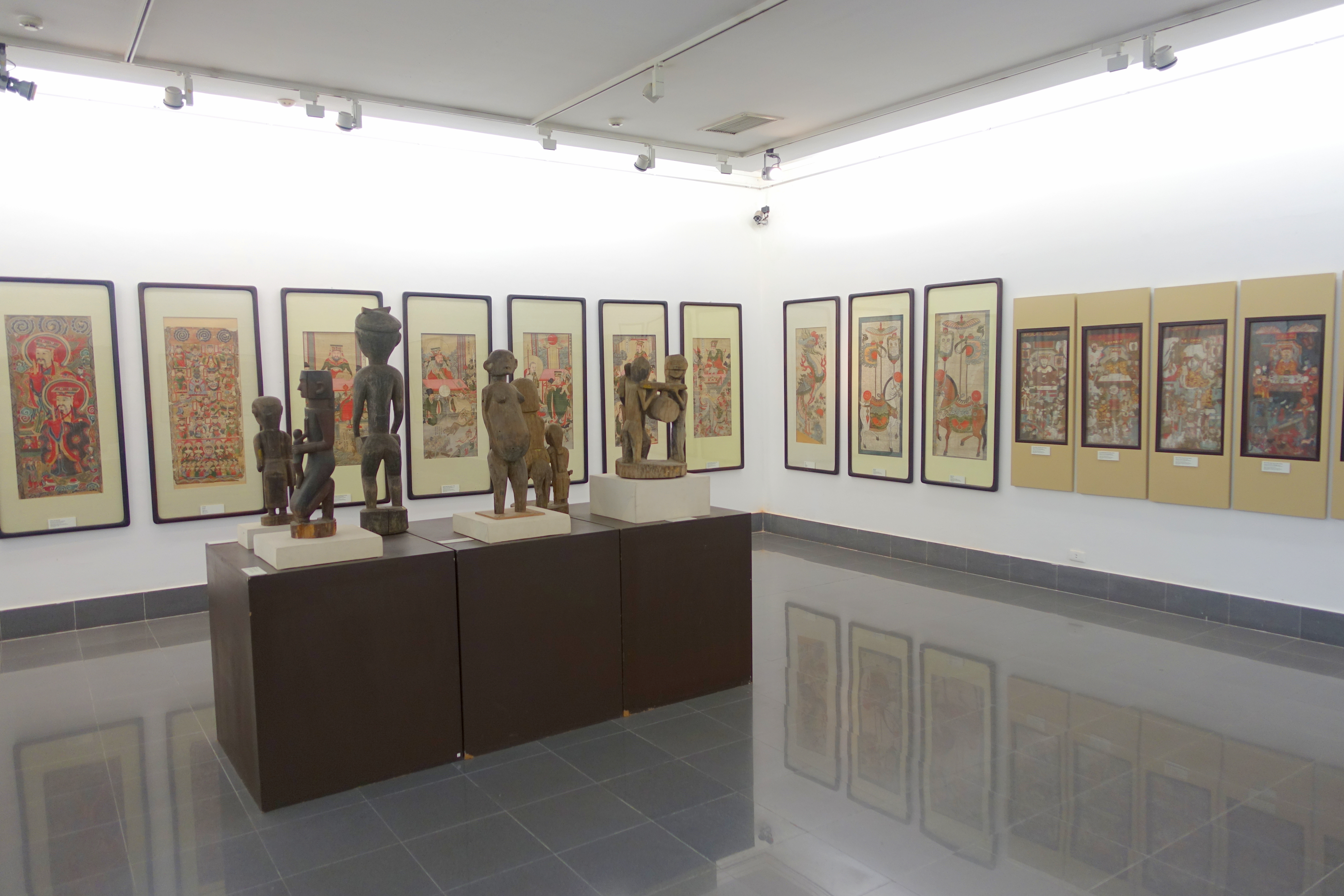
베트남 국립 미술관의 내부1
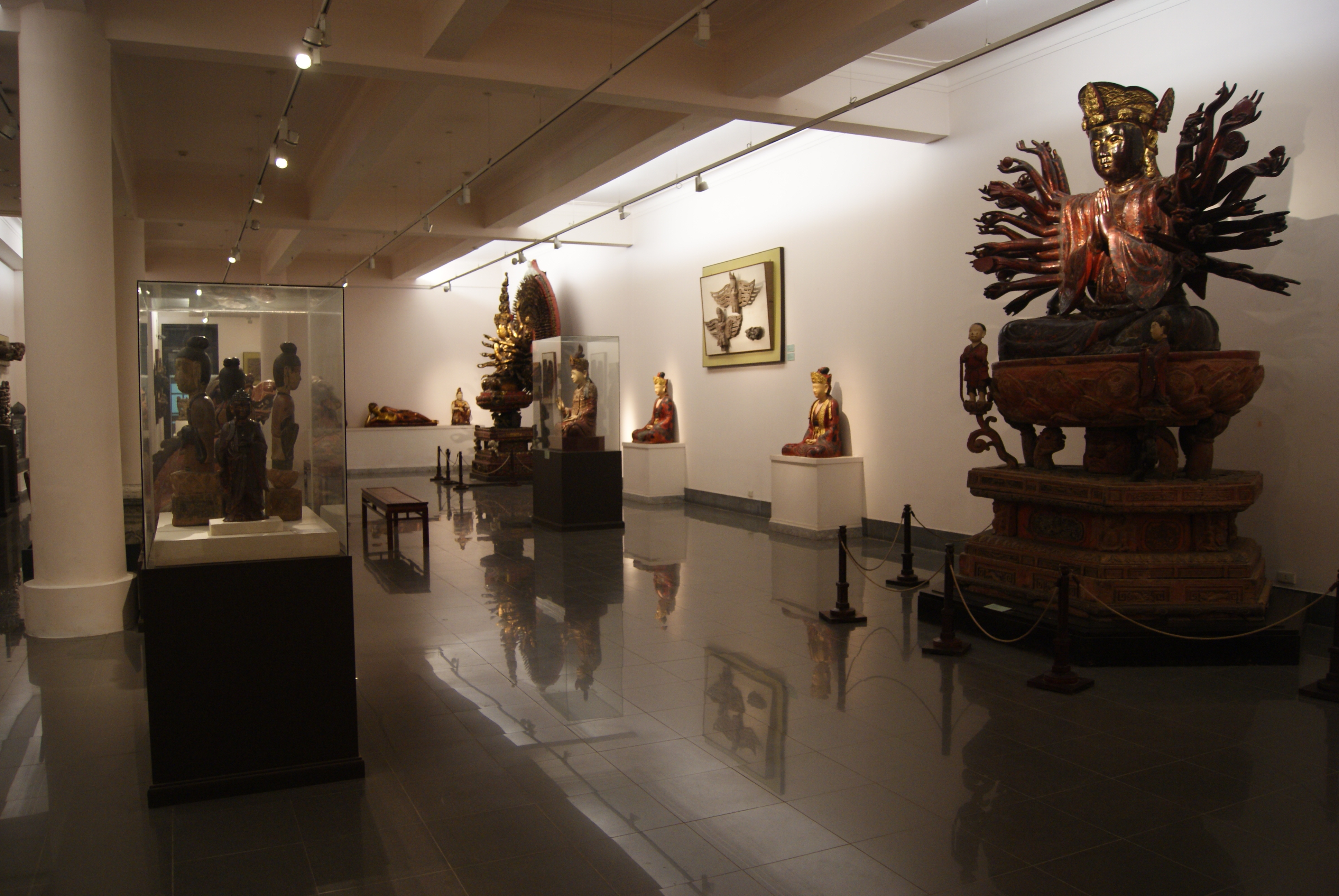
베트남 국립 미술관의 내부2